# 27899 Letterman
27899 Letterman è un asteroide della fascia principale. Scoperto nel 1996, presenta un'orbita caratterizzata da un semiasse maggiore pari a 2,9167590 UA e da un'eccentricità di 0,0833393, inclinata di 2,60992° rispetto all'eclittica.